# Maurice Rocher
Pour les articles homonymes, voir Rocher.
Maurice Rocher, né le 1er août 1918 à Évron et mort le 12 juillet 1995 à Versailles, est un artiste peintre expressionniste français.

## Biographie
Maurice Rocher suit les cours de l'école des arts appliqués du Mans puis des Beaux-Arts de Paris et, de 1936 à 1939, des Ateliers d'art sacré de Maurice Denis et de George Desvallières dont il apprécie l'enseignement. Homme de foi, il fréquente alors régulièrement l'abbaye de Solesmes. En 1948, il est l'un des cofondateurs du Centre d'art sacré où il enseigne jusqu'en 1952, enseignement interrompu en 1949-1950 par un séjour à la Casa de Velázquez à Madrid.
L'œuvre picturale de Maurice Rocher est organisée autour de quelques grands thèmes, chacun traité et approfondi de façon spécifique par une longue série de peintures. Les principaux thèmes de l'œuvre sont :
- Les crucifixions et Ecce homo, 1954-1965
- les notables, 1965-1967
- Les nus, 1968-1970
- les églises, 1970-1972
- les suppliciés, 1985-1990
- Les couples, 1985-1987
- les visages-matières

D’abord influencé par Constant Permeke, dont il adopte le modelé elliptique et les teintes brunes, il opte en 1965 pour des personnages rouges et roses, et commence une série d'églises (classiques puis déstructurées) qu'il poursuivra toute sa vie. En 1966, l'image du prêtre révolutionnaire Camilo Torres Restrepo inspire une série de Suppliciés déclinés obsessionnellement jusqu'à sa mort. À partir de 1970, il enrichit sa palette de teintes plus vives et diversifie ses fonds (souvent noirs) dans des Visages aux teintes plus douces et des Notables, « "salauds" sartriens » aux verts et bleus parfois violents. Ces années sont aussi marquées par une production abondante de gouaches, encres et lavis. En 1983, la rencontre d'une femme enrichit le thème des scènes à plusieurs personnages, puis celui récurrent des Couples, parfois intitulés Mangeuses d'homme.
Pour lui, la matière prime, il ne part pas d'un sujet établi mais se laisse guider par son instinct, c'est en cela qu'il revendique une influence de l'expressionnisme. Les Visages-Matière composés à partir de restes de peinture témoignent de cette approche que Gérard Xuriguera décrit comme « toujours fidèle à une figuration défigurée acculée à son point limite de lisibilité par une gestuelle sauvage et démystificatrice ». Bien que la forme l'emporte souvent sur le sujet, il reste donc un peintre figuratif. Il expose régulièrement à Paris dans diverses galeries et côtoie les peintres de la nouvelle figuration : Bengt Lindström, John Christoforou ou Orlando Pelayo, à la galerie Ariel.
De 1946 à 1965, Maurice Rocher conçoit les verrières (vitraux au plomb ou dalles de verre) de plus d'une centaine d'édifices religieux, en France et à l'étranger, dans le cadre de la reconstruction suivant la Seconde Guerre mondiale, ou pour des églises nouvelles. Il déclare cependant à la fin de sa vie : « aujourd’hui, je ne suis plus croyant ».
Il meurt à Versailles en 1995, laissant un œuvre important composé de plusieurs centaines de toiles et d'œuvres sur papier. Il repose au cimetière des Gonards de Versailles.

### Récompense
- 1952 : Prix de la Jeune peinture pour Maternité

## Réception critique
« La palette de Maurice Rocher est exclusivement faite de noirs, de blancs et de quelques terres. Art fortement engagé dans les boues du réel. Son thème est l'homme qu'il prend aux deux pôles à la fois charnels et sacrés de sa vie, la naissance et la mort. Une muette et comme animale tendresse y paraît, qui est plutôt compassion qu'apaisement. Cependant; au-dessus de ces personnages tout raidis dans leur acquiescement à un destin qu'ils accomplissent dans la nuit, le ciel nuageux se blanchit de lueurs d'aube. Le vitrail vient curieusement compléter cet art volontaire et un peu triste par une joie de couleurs enfin libérées qui semble bien déployer aux hautes fenêtres des églises la joie même de l'homme racheté et régénéré. »

— Joseph Pichard

« Artiste d'une grande hardiesse, mais toujours émouvant. »

— Henri Héraut

« Microcosme d'un contexte social très contemporain, reflet d'un regard pessimiste sur la destinée humaine, l'art de Maurice Rocher épingle sans relâche les prototypes d'une société veule et hypocrite qui dissimule sa moralité douteuse sous les oripeaux ridicules et pompeux des rites sans âme d'un pouvoir établi. Personnages galonnés, veuves abusives, notaires bouffis, ambassadeurs auto-satisfaits, dictateurs suffisants, composent cette iconographie féroce et sarcastique, chargée de vecteurs sociologiques. Rien de moins innocent que ces visages tuméfiés, soumis à l'ire d'une touche gestuelle et baroque qui lézarde à plaisir des morphologies aux chairs ravinées. »

— Gérard Xuriguera

« Dans une voie peu fréquentée hormis par Rouault, Soutine et Permeke, Maurice Rocher s'est fait le portraitiste d'une humanité souffrante. Sa peinture est le miroir des tares cachées d'une âme paroxystique. Corps et visages sont sabrés par un pinceau qui exploite toutes les richesses d'une palette goyesque. Des fulgurances en noir et rouge zébrées de blanc dictent les formes convulsives d'êtres de chair et de sang. »

— Lydia Harambourg

## Collections publiques

### Belgique
- Bastogne, église Saint-Pierre : vitraux du chœur, 1969.
- Bruxelles, Musées royaux des Beaux-Arts de Belgique.
- Humain et Hargimont, église de Réchrival : vitraux, 1958.
- Marloie, église Saint-Georges : mosaïque en façade : Christ-Roi entouré de quatre anges, de Saint Georges, de Saint Paul et d'un évangéliste, 1955.

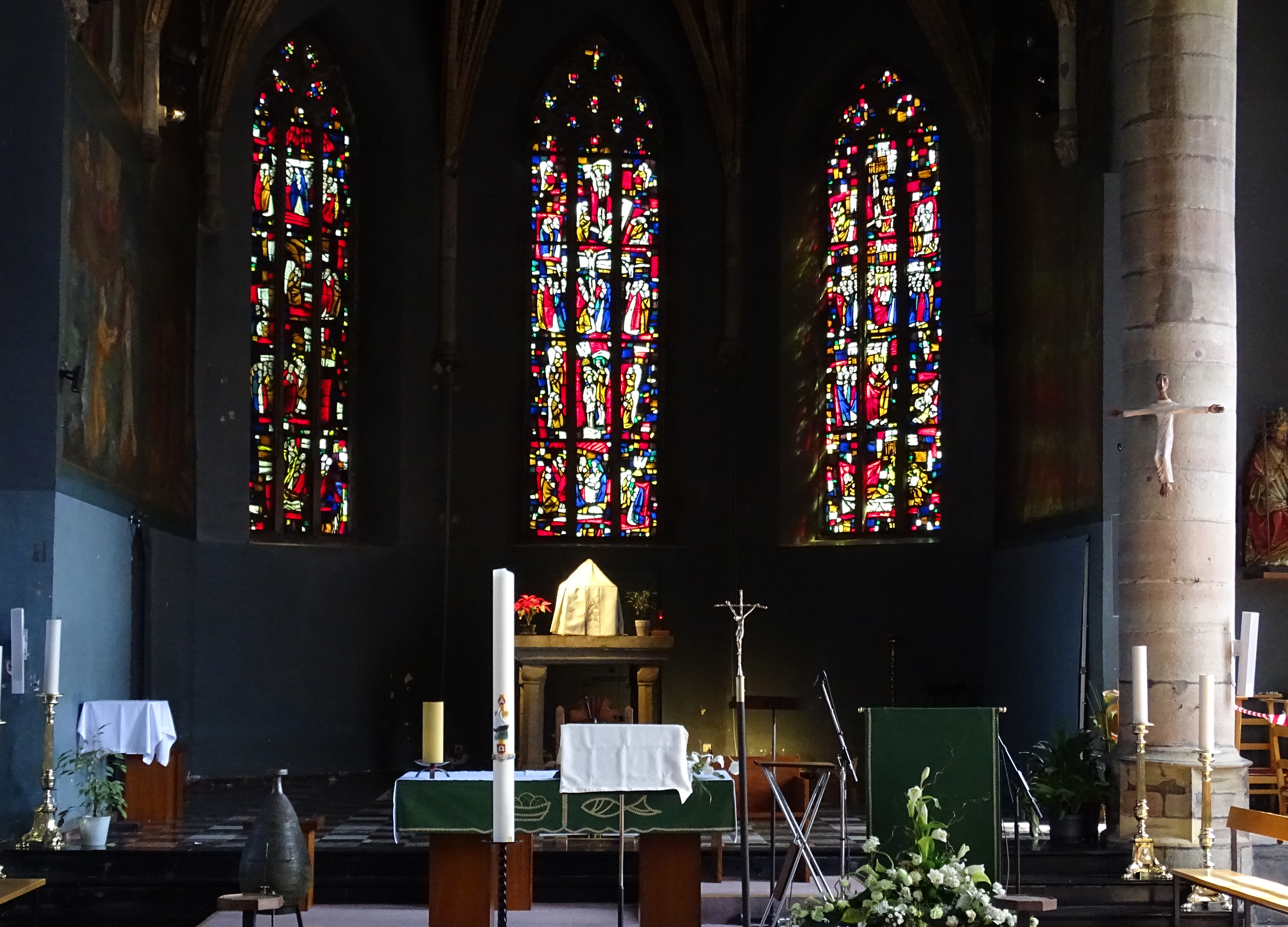
Église Saint-Pierre de Bastogne
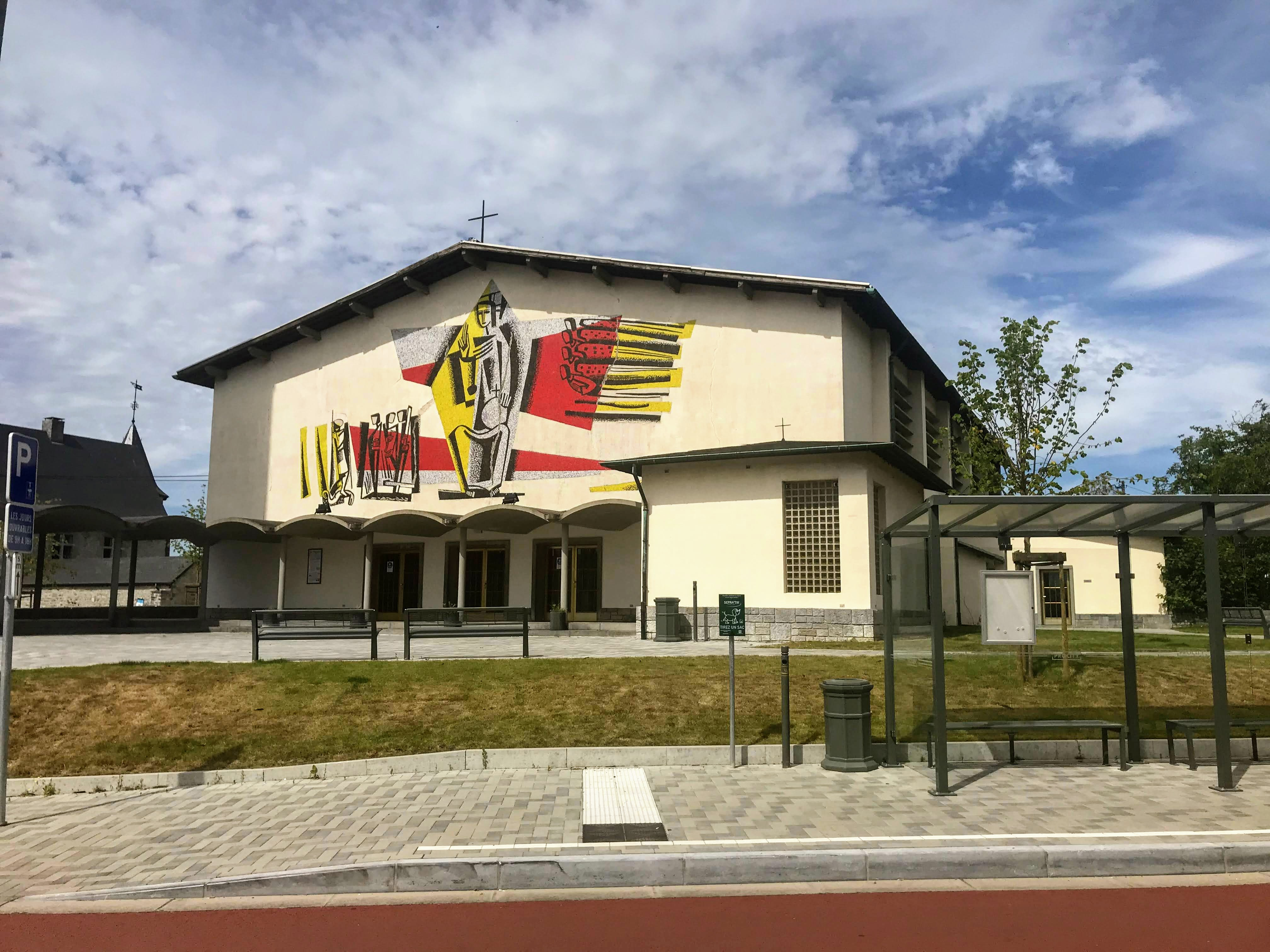
Église Saint-Georges de Marloie

### France
- Abbeville, église Saint-Gilles : vitraux, 1966.
- Aron, église : vitraux, 1957.
- Athis-Mons, église Notre-Dame-de-la-Voie : vitraux, 1954.
- Auray
  - basilique : vitraux, 1973.
  - Petit séminaire Sainte-Anne : vitraux, 1965.
- Beaumont-en-Auge, église : vitraux, 1950.
- Brest :
  - bibliothèque municipale.
  - église Saint-Louis : vitraux, 1956.
- Bretteville-sur-Laize, église Notre-Dame de la Visitation : vitraux, 1958.
- Caen :
  - fresque sur isorel représentant la Pentecôte, inscrit monument historique en tant qu'objet le 6 mars 1987, et vitraux de l'ancienne chapelle du Secours catholique (19, place de la République)[10]
  - abbaye aux Dames, église abbatiale de la Trinité : vitraux, 1960[11].
  - chapelle du château : vitraux, 1969.
- Cavigny, église : vitraux, 1961.
- Château-Gontier, église Saint-Jean-Baptiste : vitraux, 1956.
- Châteaulin, juvénat des frères de Plöermel : vitraux, 1963.
- Courseulles, église Saint-Germain : vitraux, 1952.
- Coutances, chapelle du séminaire : vitraux, 1954.
- Elnes, cathédrale : vitraux, 1969.
- Évron, chapelle de la Maison-mère des Sœurs de la Charité : vitraux, 1959.
- Guernes, église Notre-Dame : vitraux, 1955.
- Hagondange, église : vitraux, 1960.
- Kermaria, chapelle de la Maison-mère des Sœurs : vitraux, 1968.
- Landévennec, abbaye bénédictine : vitraux, 1966.
- Langrune-sur-Mer, église : vitraux, 1966.
- Le Mesnil-Véneron, église Notre-Dame-de-la-Salette : vitraux, 1953.
- Le Pecq, église Saint-Thibault : vitraux, 1962.
- L'Isle-Adam, église Saint-Martin : vitraux, 1970.
- Lyon-Vaise, église : vitraux, 1958.
- Mayenne,  basilique Notre-Dame : vitraux, 1956 ; église Saint-Martin.
- Merville, Grand séminaire : vitraux, 1961.
- Nantes :
  - basilique Saint-Nicolas : vitraux, 1961.
  - musée des beaux-arts : Couple n°28, huile sur toile 100x81cm, 1980[12].
- Nyoiseau, église : vitraux, 1948.
- Paris :
  - département des estampes et de la photographie de la Bibliothèque nationale de France[13].
  - église Saint-Dominique : Le Verbe et la Parole, 1945-1946, fresque ornant la voûte en cul-de-four.
  - musée national d'art moderne.
- Plouharnel, abbaye Sainte-Anne de Kergonan : vitraux, 1970.
- Pontmain, basilique Notre-Dame : vitraux, 1975.
- Puteaux, Fonds national d'art contemporain :
  - L'homme en prière, huile sur toile 195x130xm, 1952[14] ;
  - Le cortège du mort, huile sur toile 210x280cm, vers 1953 (œuvre en dépôt à la mairie de Saint-Sever)[15] ;
  - Le décoré vert, huile sur toile 100x81cm, 1979[16].
- Royan, église : vitraux, 1952.
- Royan, église Notre-Dame-de-l'Assomption : vitraux, 1957.
- Saint-Nazaire, couvent des franciscains : vitraux, 1955.
- Sainte-Suzanne-et-Chammes: église Saint-Pierre de Chammes: vitraux, 1951; 14 tableaux du Chemin de Croix.
- Solesmes, abbatiale Saint-Pierre : vitraux, 1974.
- Strasbourg, institut Notre-Dame de Sion : vitraux, 1951.
- Thaon, église : vitraux, 1953.
- Toulouse, cathédrale Saint-Étienne : vitraux, 1962.
- Troyes, musée d'art moderne.
- Versailles, chapelle du Grand séminaire : vitraux, 1964.
- Versailles :
  - église Sainte-Jeanne d'Arc : vitraux, 1977.
  - Musée Lambinet : L'usine à gaz, crayon gras, 1950[17].
- Vitré, chapelle de la maison-mère des sœurs de Guilmarais : vitraux, 1970.
- Wimereux, église de l'Immaculée-Conception : vitraux[18].

Abbaye aux Dames de Caen, église abbatiale de la Trinité
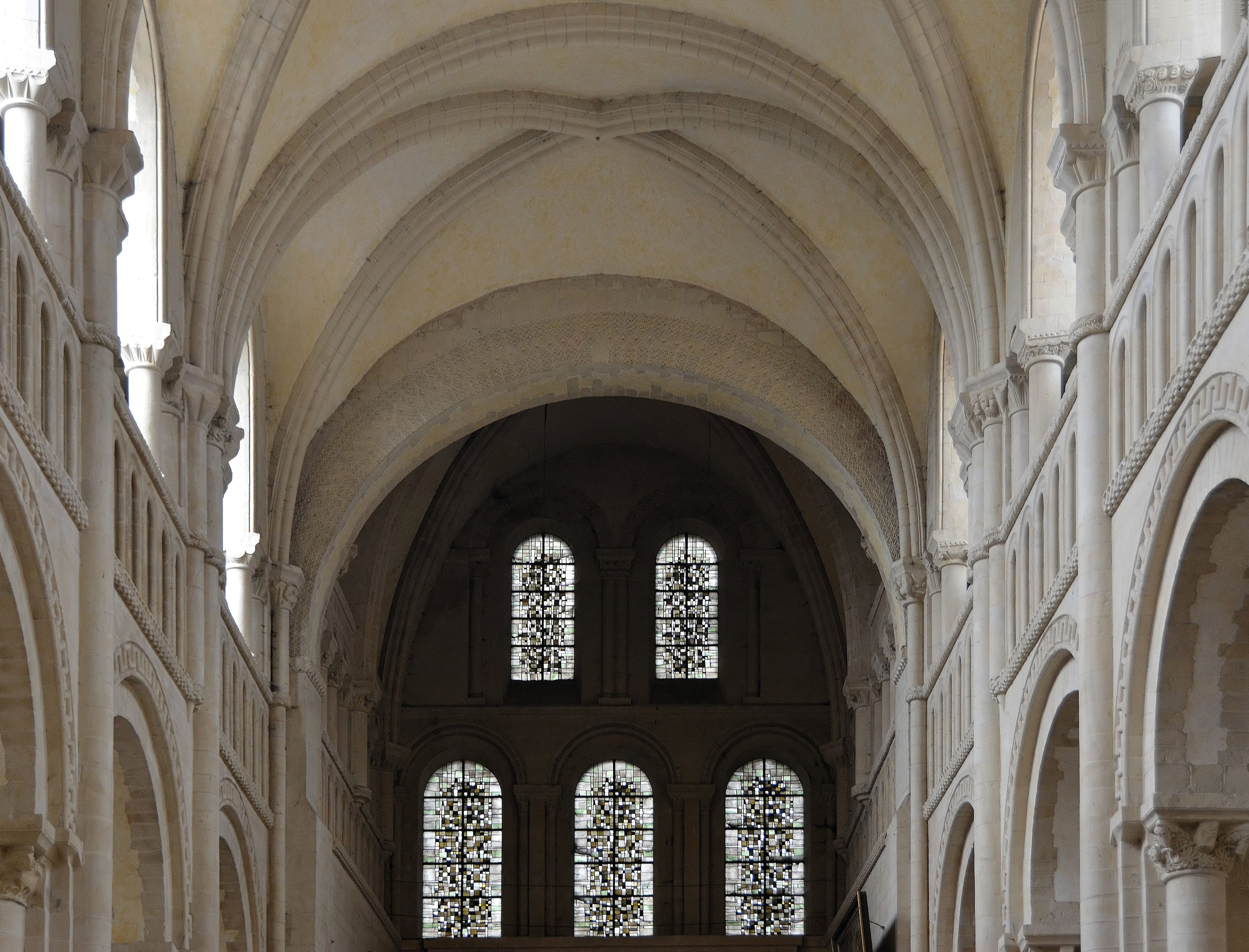
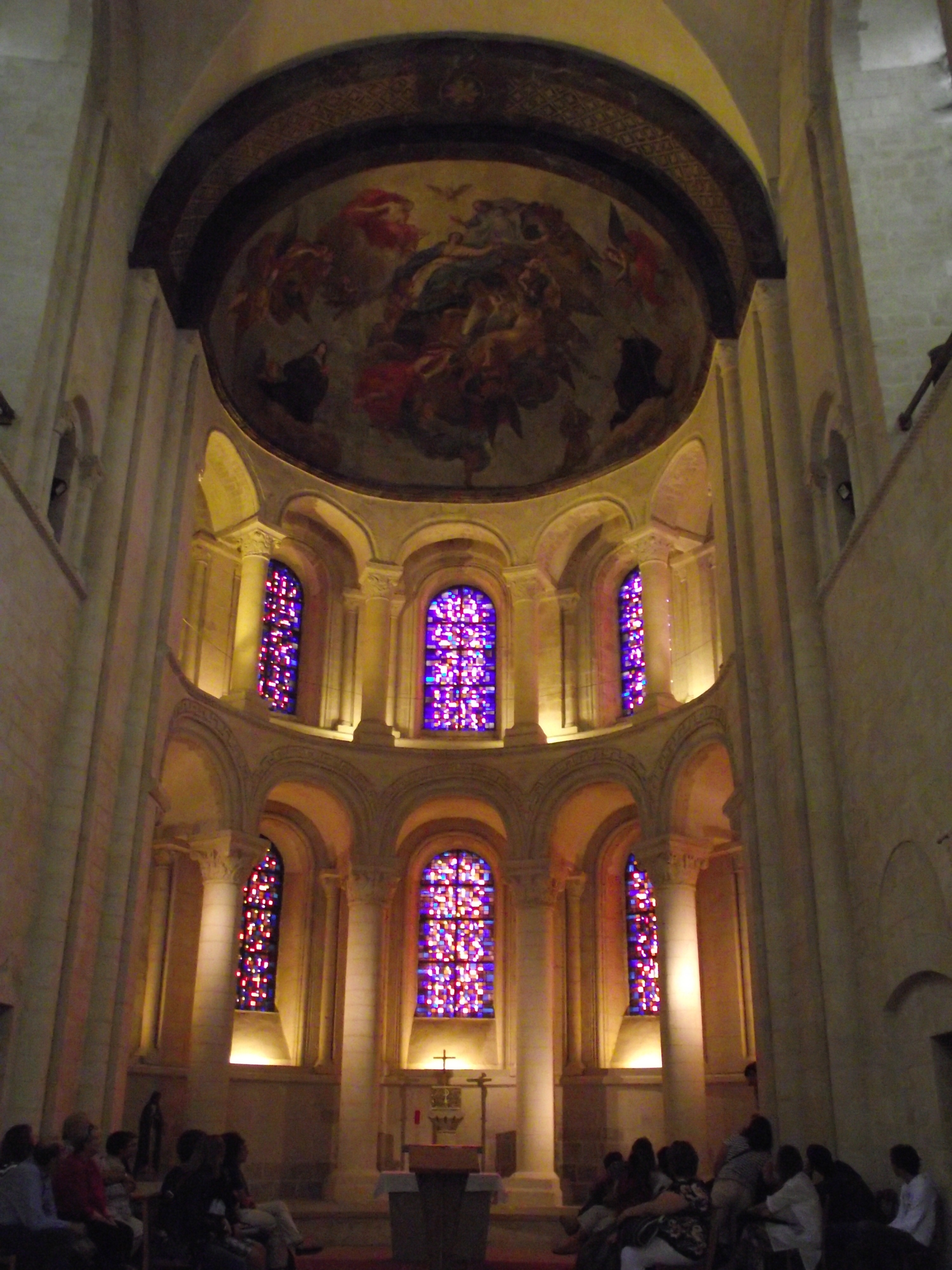
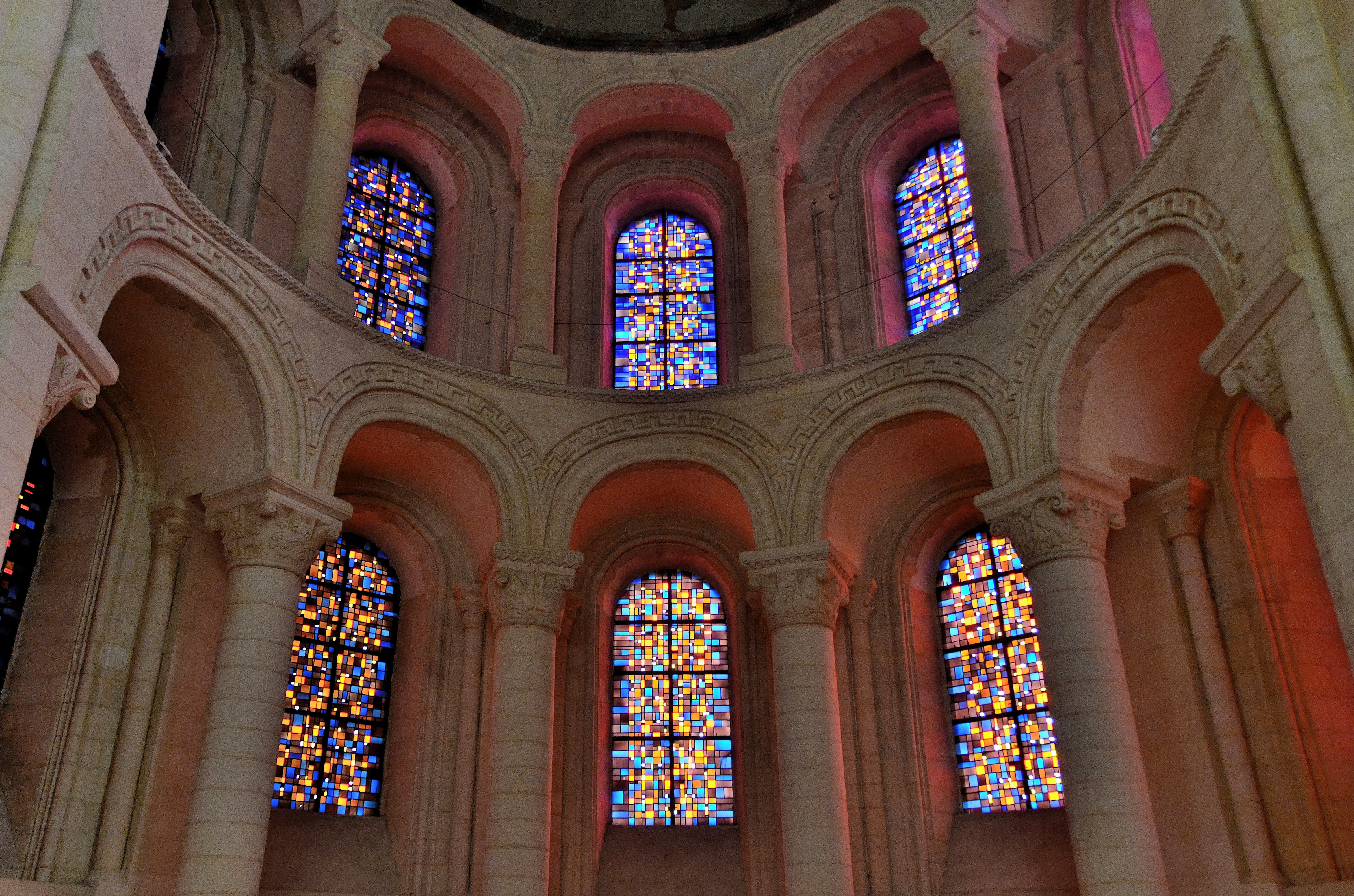

Église Saint-Jean-Baptiste de Château-Gontier
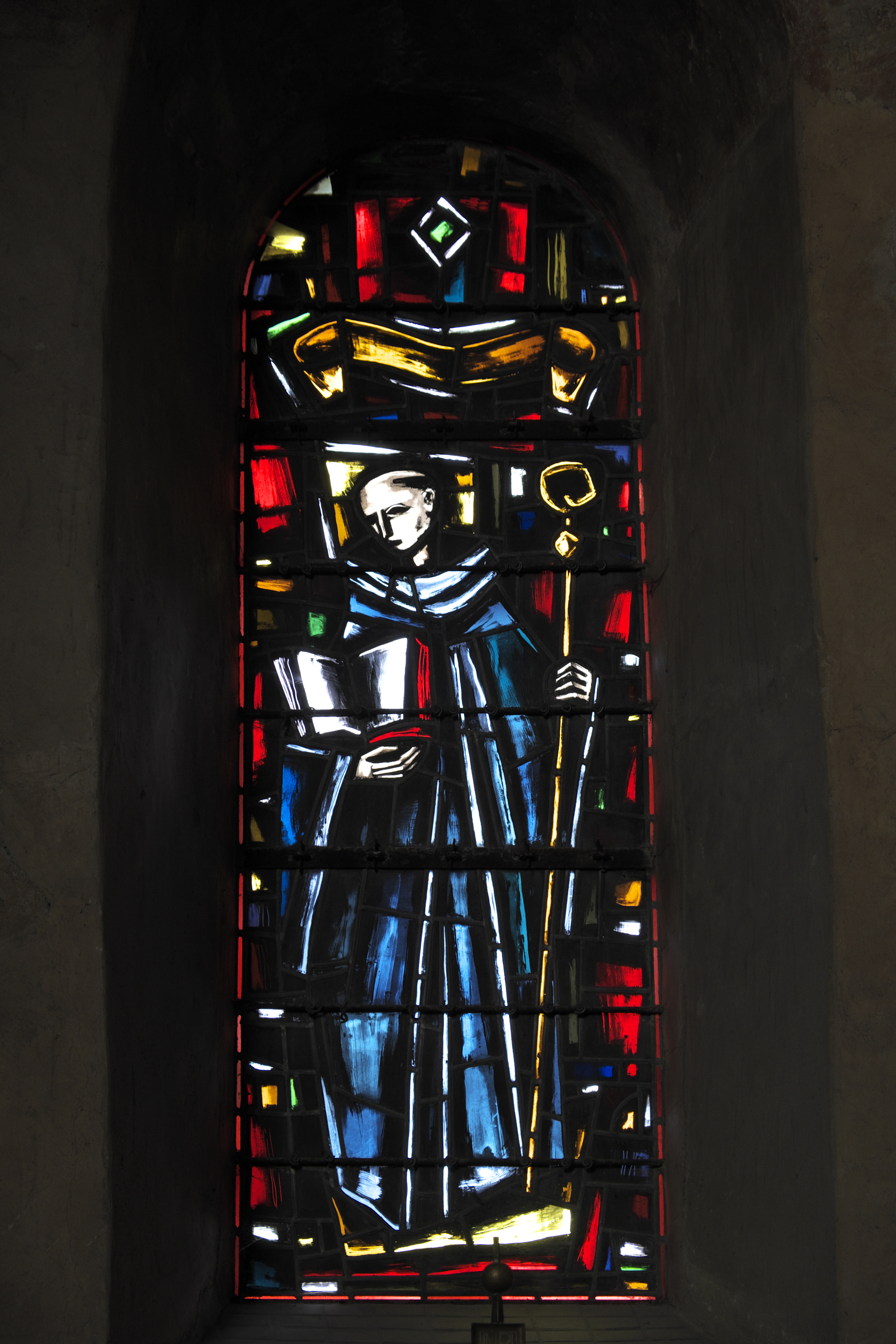
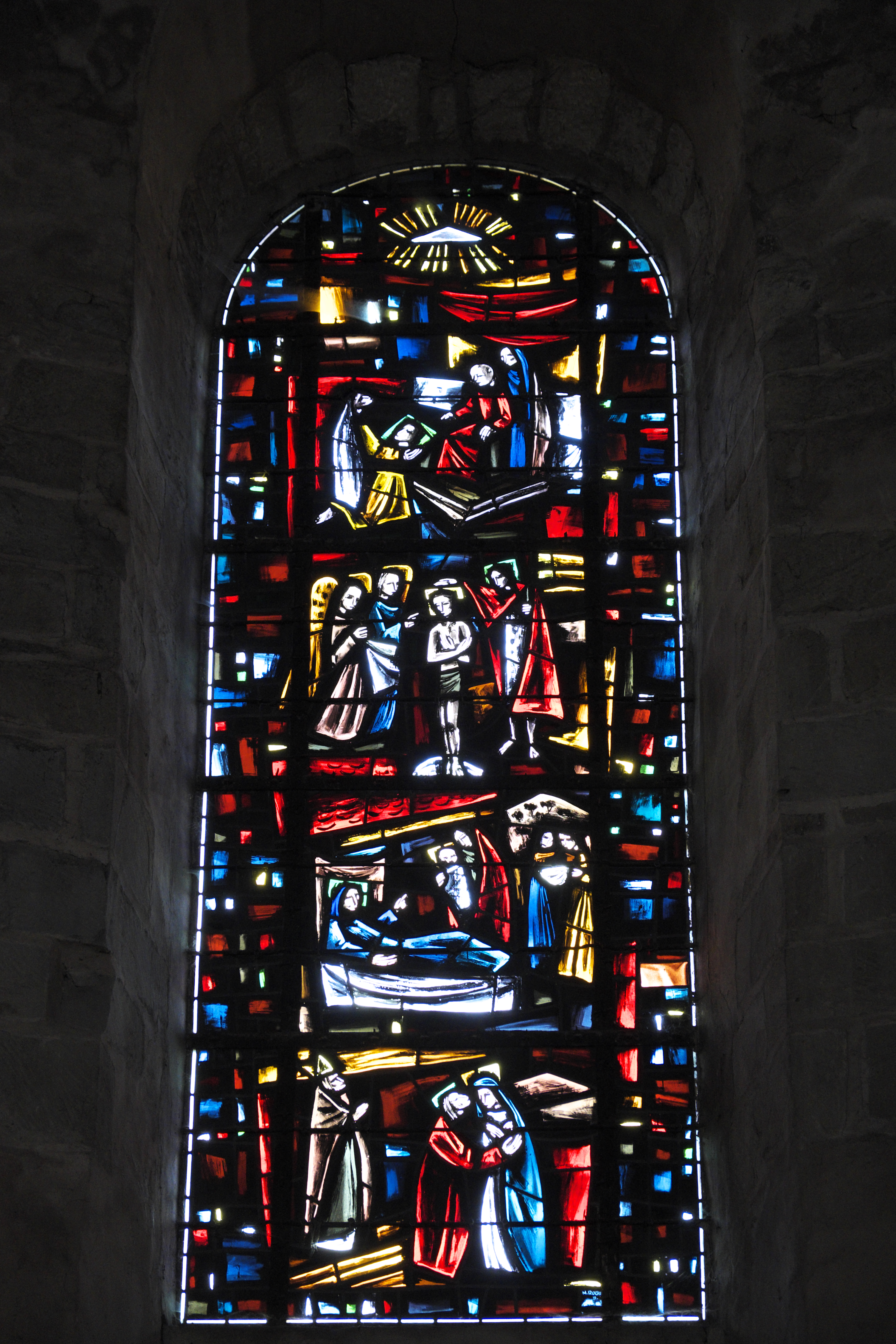
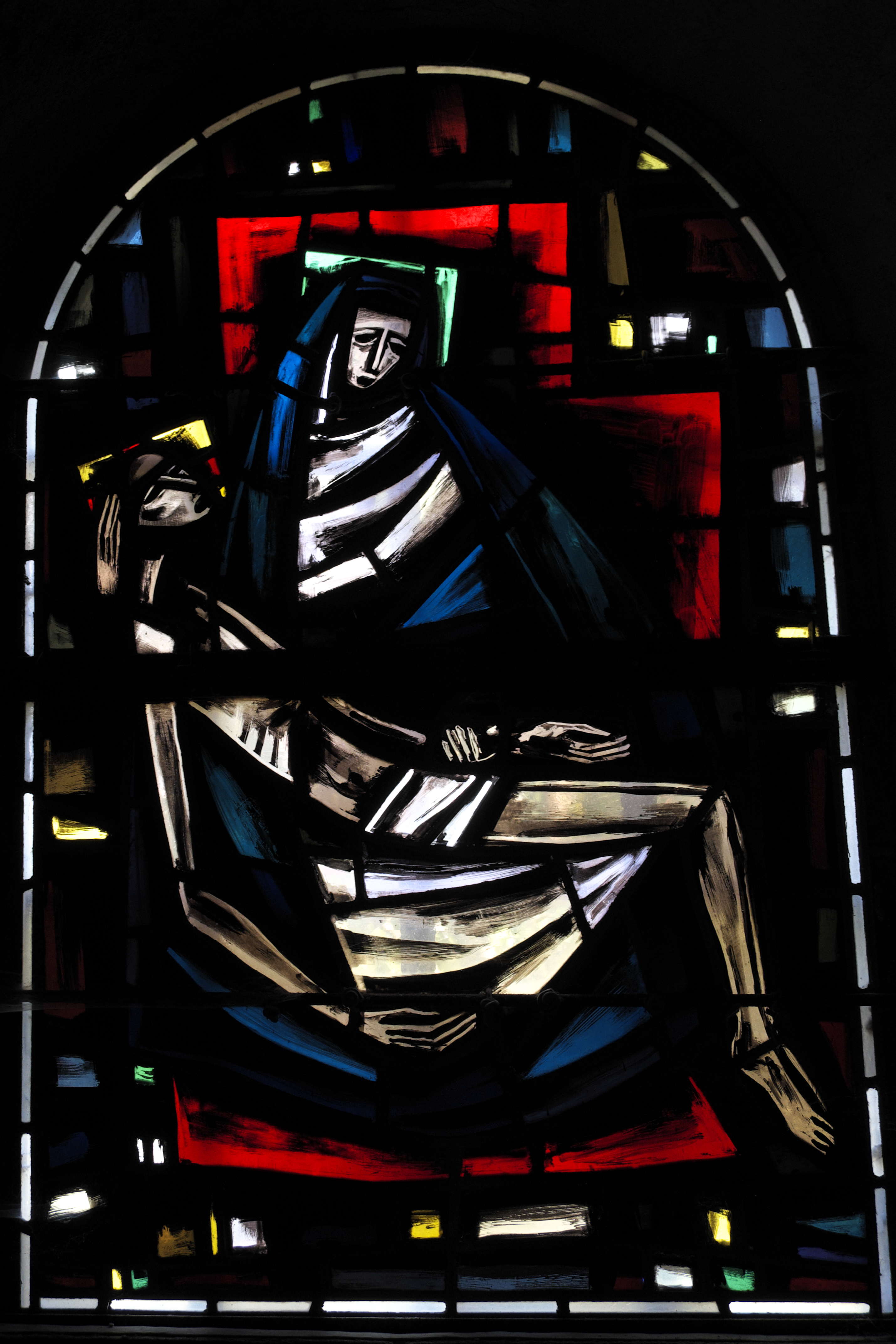

Église Saint-Dominique de Paris
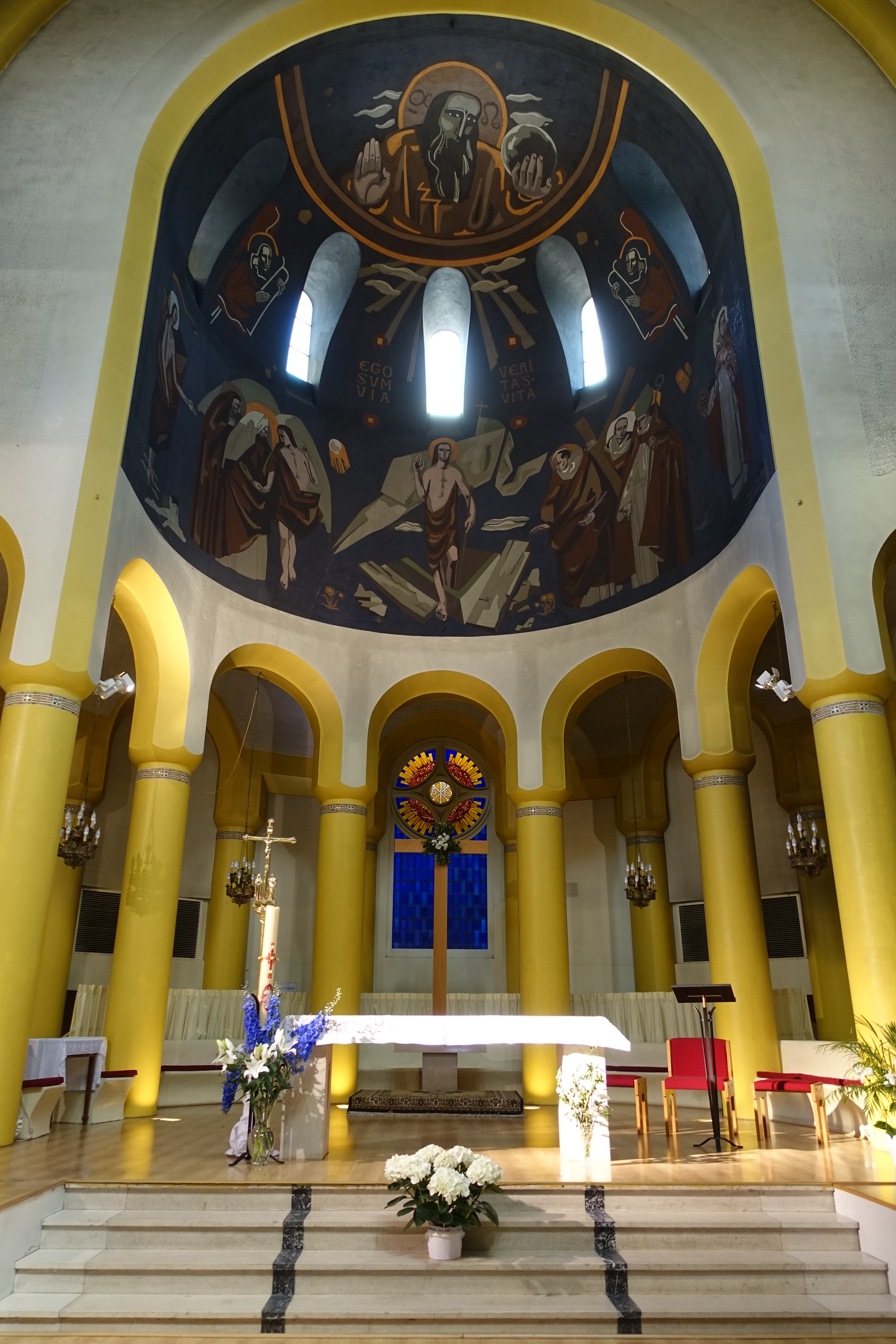
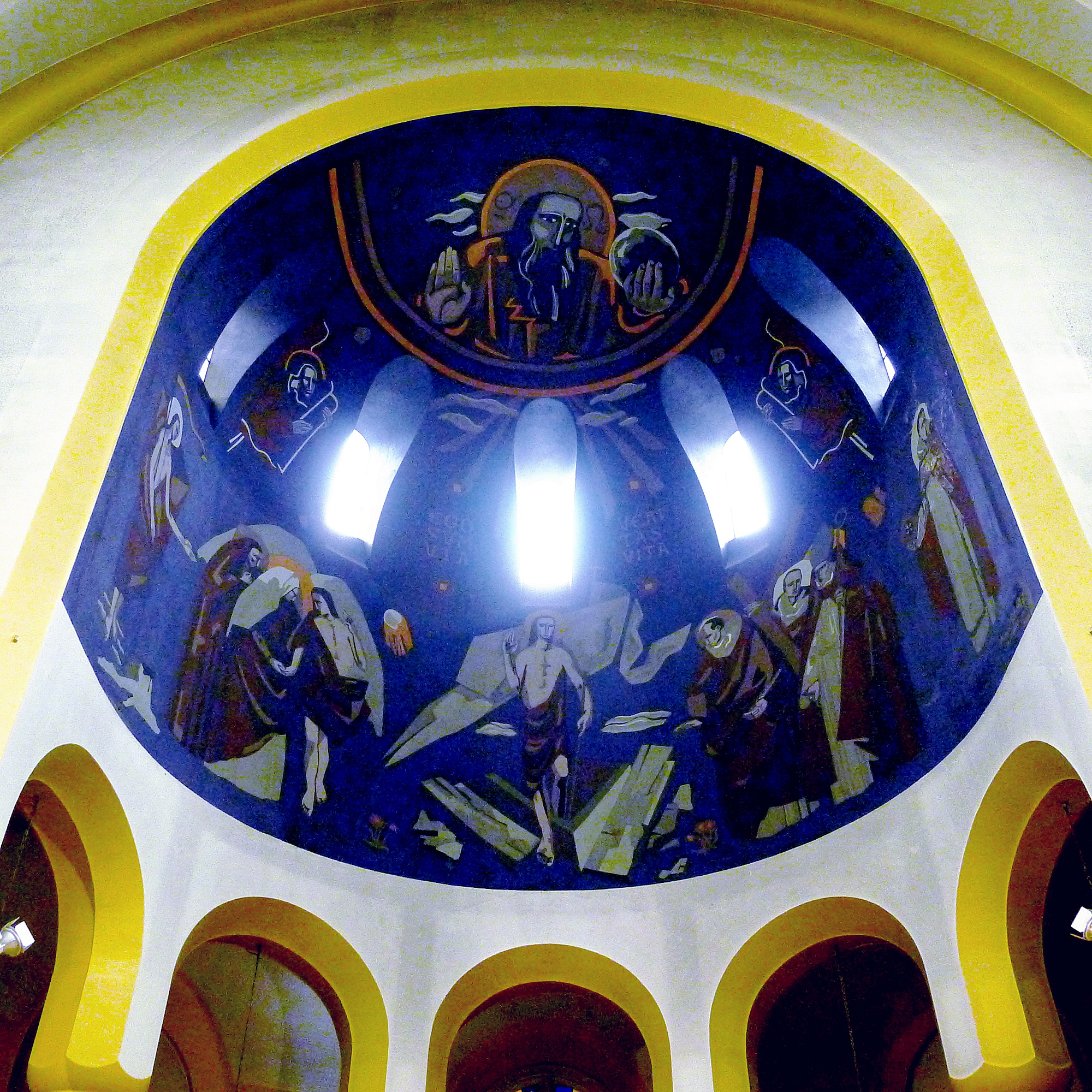

### Grand-Duché de Luxembourg
- Clervaux, abbaye Saint-Maurice-et-Saint-Maur : vitraux, 1960.

Abbaye Saint-Maurice-et-Saint-Maur de Clervaux
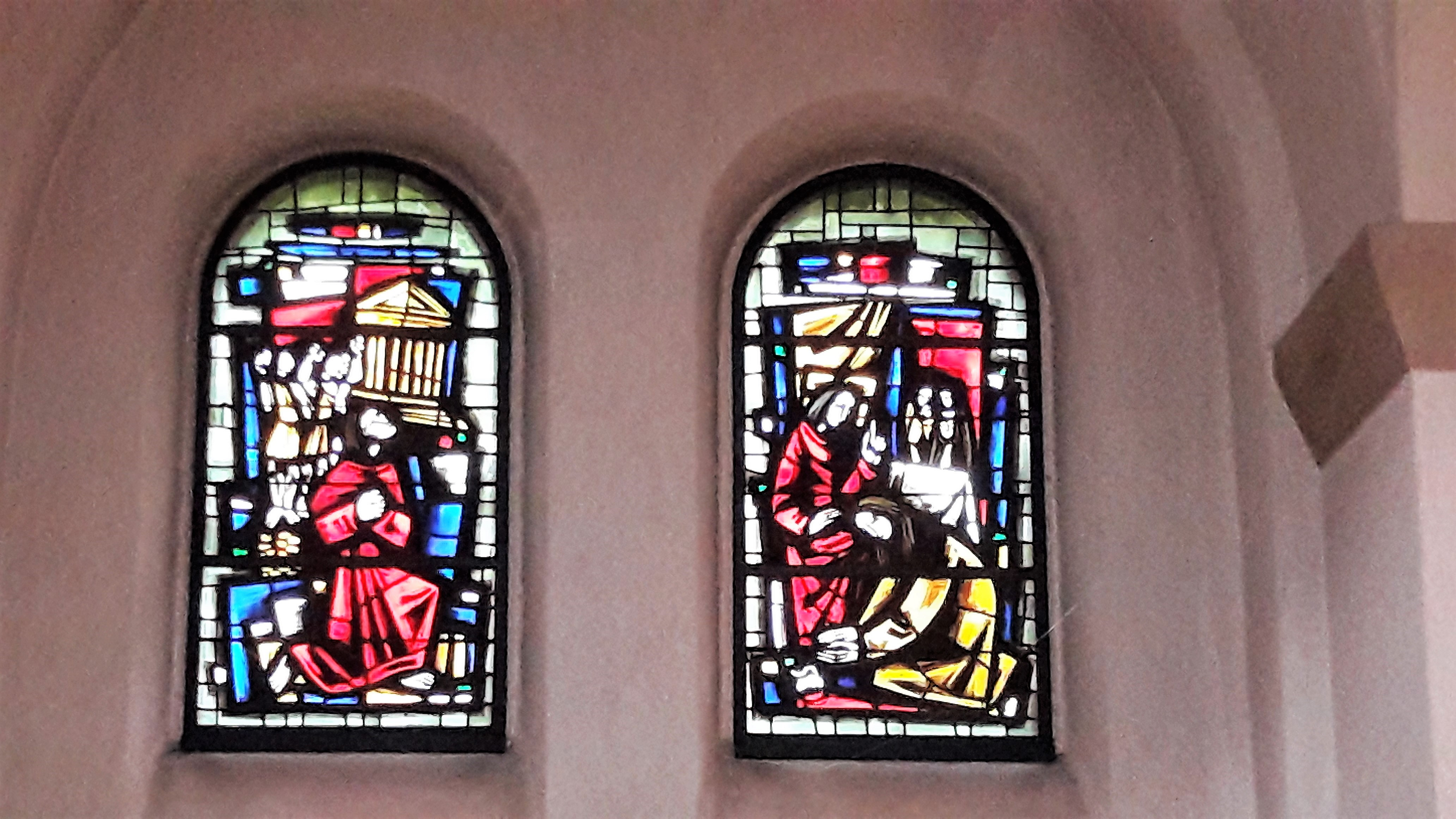
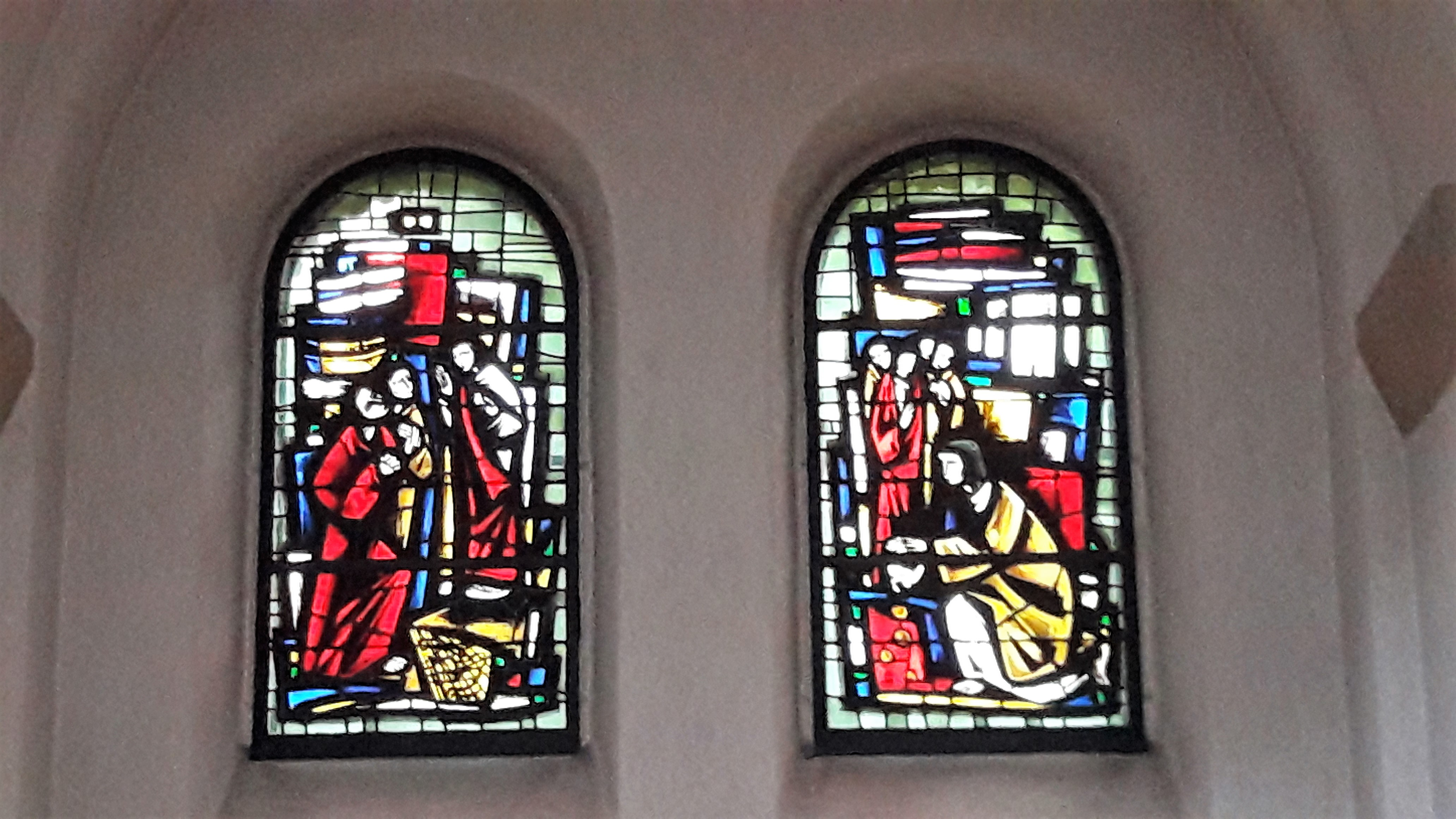
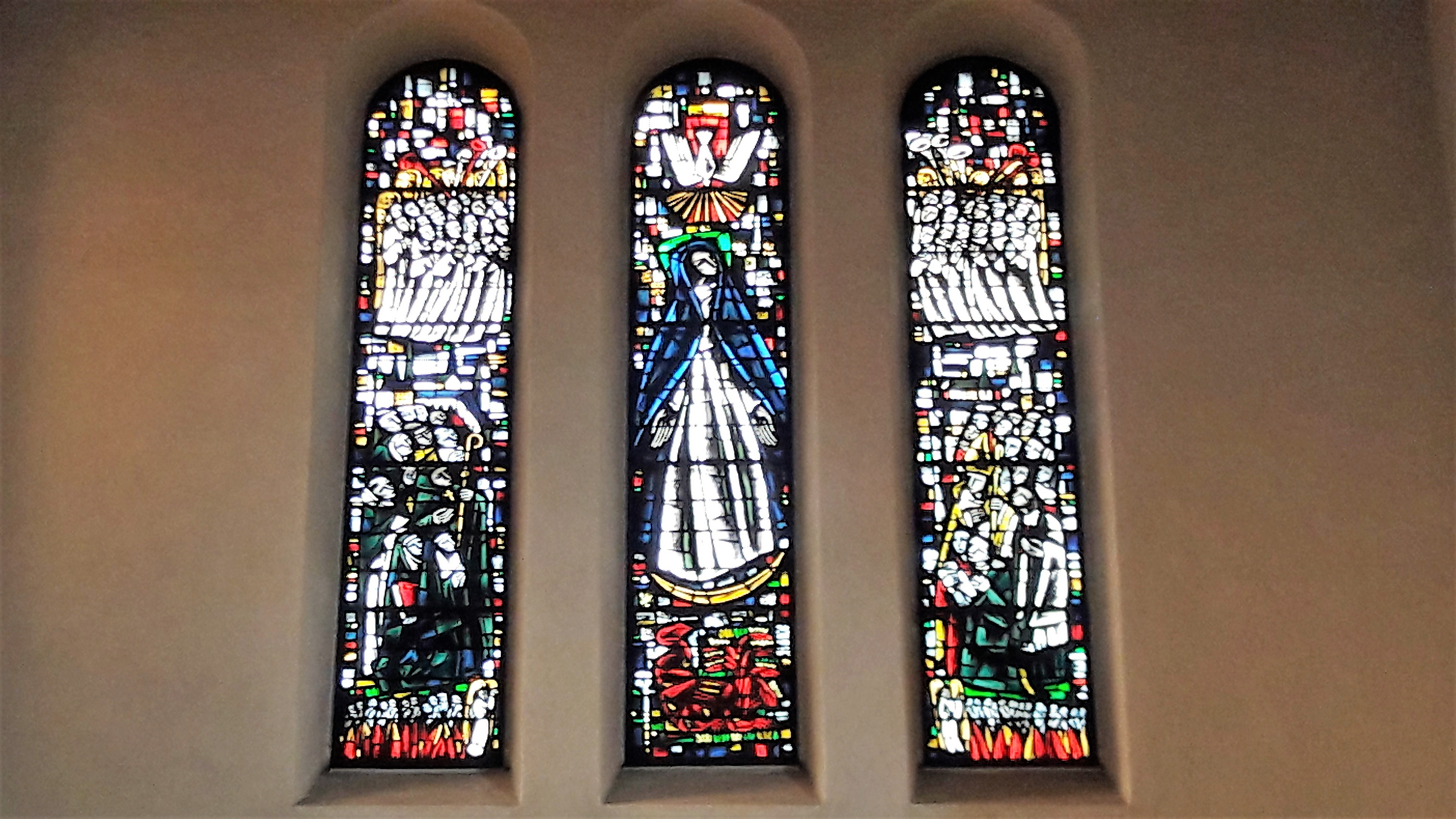
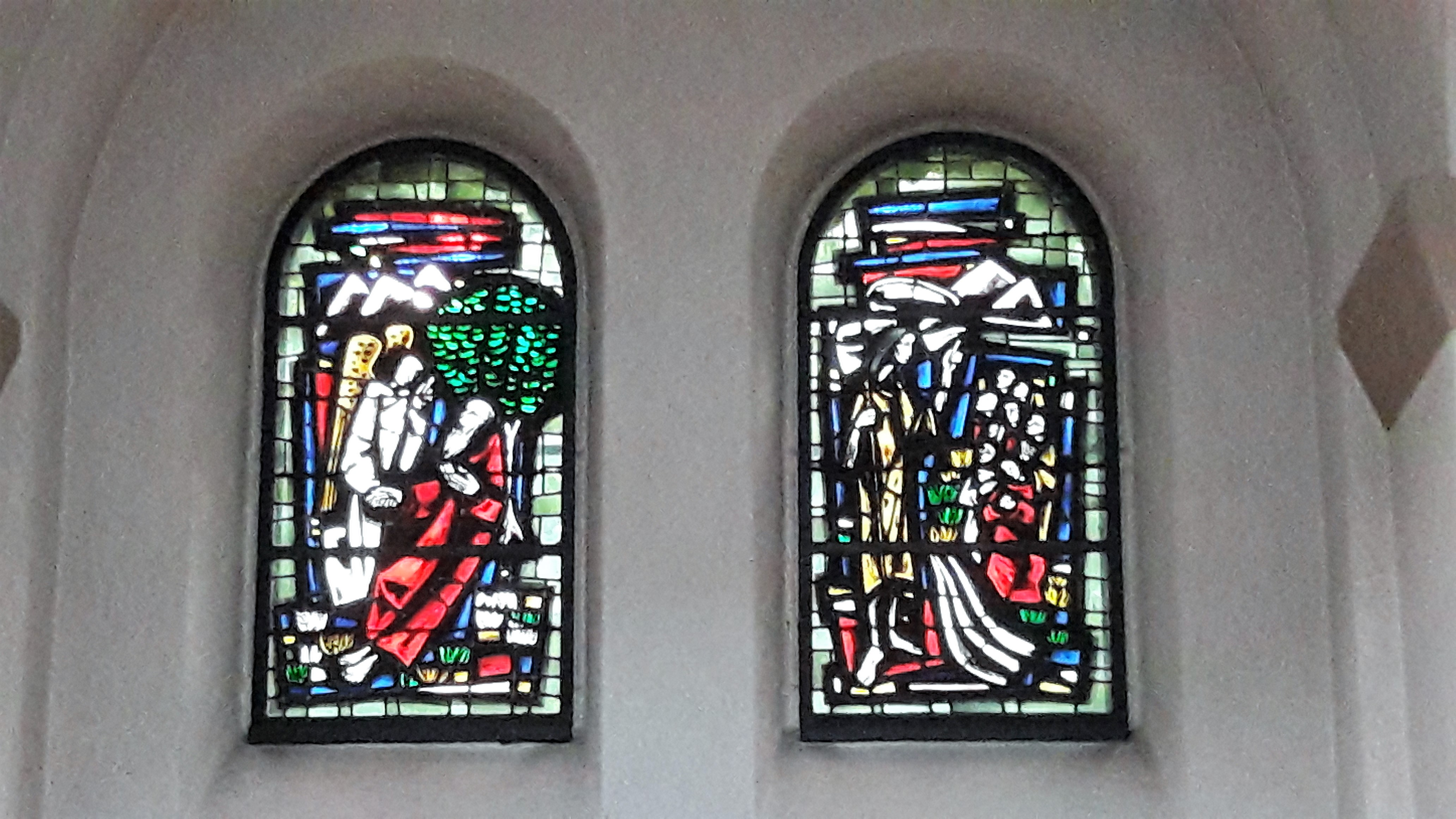

### Mexique
- Guadalajara, temple expiatoire : vitraux, 1966.
- Chihuahua.

### Taiwan
- Taichung, Musée national des beaux-arts de Taïwan.

### Vatican
- Musées du Vatican.

## Salons
- Paris, Salon des moins de trente ans, 1941.
- Paris, Salon d’art sacré : 1945, 1946, 1947, 1948, 1949.
- Paris, galerie Charpentier, Cent chefs-d'œuvre d'art sacré, 1952.
- Paris, musée Galliera, Célébrités et révélations de la peinture contemporaine, 1953.
- Paris, Biennale des jeunes artistes, 1957.
- Exposition universelle de Bruxelles, 1958.
- Salon d'automne : 1960 à 1970.
- Tokyo, exposition internationale d'art figuratif, 1964.
- Téhéran, Première exposition internationale des arts de Téhéran, Centre des expositions internationales, décembre 1974 - janvier 1975[19].
- Paris, Salon Grands et jeunes d’aujourd’hui, 1976 à 1981.
- Paris, Salon des réalités nouvelles, 1968 à 1985.

## Expositions
- L'Association des amateurs de peinture présente Bernard Buffet, André Minaux, Roger Montané, Maurice Rocher, Gaëtan de Rosnay, Robert Savary, Maurice Verdier, Paul Aïzpiri…, Galerie Jacques Leuvraix, 182 rue du Faubourg Saint-Honoré, Paris, janvier 1949[20].
- Galerie Drouant, Paris, 1964
- Galerie Jacques Massol, Paris, 1968[21], 1970, 1972[22].
- Galerie Veranneman, Bruxelles, 1970.
- Musée de Saint-Omer, 1974.
- Galeria Altex, Madrid, 1977.
- Galerie Ariel, Paris, 1976, 1979.
- Musée du Vieux Château, Laval, 1981.
- Galerie Protée, Paris, 1983, 1984, 1988.
- Galerie Convergence, Nantes, 1982, 1986.
- Vingt maîtres modernes et contemporains (avec Paul Rambié, Roland Bierge, Léon Zack, Galerie Serge Garnier, Paris, 1983.
- Les figurations des années 60 à nos jours - Valerio Adami, Lydie Arickx, Eduardo Arroyo, Philippe Bonnet, John Christoforou, Robert Combas, Pierre Dessons, Roger-Edgar Gillet, Peter Klasen, Claude Morini, Jean Revol, Maurice Rocher, Jean Rustin, Gérard Schlosser, Hervé Télémaque, Vladimir Veličković…, exposition itinérante, Musée des Beaux-Arts de Dunkerque, château Grimaldi de Cagnes-sur-Mer, Musée d'Art moderne de Troyes, Musée des Beaux-Arts de Carcassonne, couvent des Cordeliers de Châteauroux, 1986-1987[23].
- Chapelle de la Sorbonne, Paris, 1991.
- Mairie du 18e arrondissement de Paris, 1985.
- Musée d'art moderne de Troyes, 1986.
- Abbaye des Cordeliers, Châteauroux, 1988.
- De Bonnard à Baselitz - Dix ans d'enrichissements du cabinet des estampes, 1978-1988, Bibliothèque nationale de France, Paris, 1992[13].
- Abbaye de Saint-Riquier, Saint-Riquier (Somme), 1994.
- Musée d'art Roger-Quilliot, Clermont-Ferrand, 1995.
- Galerie Olivier Nouvellet, Paris 1993, 1998, 2002, 2006.
- Galerie Pierre Marie Vitoux, Paris, 1991, 1992, 1996, 1997, 2005, 2007[24], mai-juin 2014, mars-avril 2017[9].
- Galerie Zafman, Paris 2008.
- Galerie Danielle Bourdette-Gorzkowski, Honfleur, novembre 2013 - janvier 2014, Des natures mortes à Honfleur (avec André Beauce, Georges-André Klein[25]…).
- Versailles au XXe siècle, muse des artistes, Musée Lambinet, Versailles, septembre-novembre 2020][17].
- Cabane Georgina, Marseille 2023.
- Galerie Ories, Paris, octobre 2024[26].

### Écrits de Maurice Rocher
- De l'expressionnisme en peinture, Rezé, Séquences, 1991.
- Journal 1945-1983, Laval, Éditions Siloé, 1990.
- Journal, Barèges, Centre international de l'Hospitalet, 1981.

### Filmographie
- Cinq peintres expressionnistes, moyen-métrage réalisé par Charles Chaboud, 1983-1984. Produit par TF1, diffusé par TF1 et l'INA (avec Orlando Pelayo, John Christoforou, Bengt Lindström, Maurice Rocher et Vladimir Veličković).
- Maurice Rocher et l'expressionnisme, réalisé par Amédée Potier (visionner en ligne - Source : YouTube ; durée : 14 minutes).

### Fonds d'archives
- Médiathèque du patrimoine et de la photographie, Charenton-le-Pont (présentation en ligne)..
- Institut national d'histoire de l'art, Paris (Descriptif en ligne).